# Théo Guldemont
Théo Guldemont (Montignies-sur-Sambre, 19 december 1930 – 9 november 2020) was een Belgisch judoka en judo-trainer. Als wedstrijdjudoka werd hij driemaal Belgisch kampioen, maar zijn grootste succes waren de Europese Kampioenschappen 1960 te Amsterdam, waar hij goud behaalde in de categorie 3de dan. Het jaar daarvoor had hij in Wenen reeds brons behaald, en het jaar daarna behaalde hij zilver te Milaan in de categorie 4de dan.  Daarnaast won hij ook twee bronzen medailles in de Europese Kampioenschappen per ploeg (1957 en 1960). Samen met Marcel Clause was Guldemont nog maar de tweede Westerling aan wie het Kodokan judo-instituut in Japan de hoge graad van 8ste dan toekende. In 2007 (Marcel Clause was inmiddels overleden) werd hij de eerste Belg aan wie de een 9de dan-graad judo werd toegekend, dit door de Fédération Francophone Belge de Judo (FFBJ), de Franstalige deelfederatie van de Koninklijke Belgische Judo Bond.

## Biografie
Guldemont werd geboren in Montignies-sur-Sambre, een Waalse gemeente van Charleroi in de provincie Henegouwen, België, als vijfde en enig overlevend kind van zijn ouders; de eerste twee waren dood geboren, de twee volgende overleden binnen het jaar aan respectievelijk hersenvliesontsteking en longontsteking. Vader Guldemont hield café en was analfabeet, maar had klaarblijkelijk een aangeboren wiskundige knobbel. Er bestond in die tijd geen schoolplicht en zoon Guldemont besloot om te stoppen met school, hiertoe gedreven door een persoonlijke drang om een sterk lichaam te ontwikkelen. In de staalindustrie vond Guldemont zijn draai. De zware gewichten die hij daar moest versleuren, droegen in niet onbelangrijke mate bij tot het realiseren van fysieke doelstellingen.
Moeder Guldemont was bevriend met een andere plaatselijke dame, een zekere mevrouw Falise. Deze laatste vertelde haar over haar zoon Jean-Marie die in het Centre National d’Éducation Physique (CNEP) recent was afgestudeerd als leraar lichamelijke opvoeding en van plan was om in de Rue de Prés op een steenworp van huize Guldemont een trainingszaaltje te openen. Zo komt zoon Guldemont, toen 16 jaar oud, voor het eerst in contact met Jean-Marie Falise. Met zijn achtergrond als geoefend turner was Falise uitstekend geschikt als begeleider en trainer van de in krachtsport geïnteresseerde jonge Guldemont. Falise meende dat Guldemont de capaciteiten had om een succesvol gewichtheffer te worden en stuurde hem in deze richting. Onder de leiding van Falise maakte Guldemont enorme vorderingen als gewichtheffer. Nauwelijks 20 jaar oud, en nog steeds junior, zette Guldemont een record dat bijna 30 jaar overeind bleef en pas in 1979 werd gebroken.
In hetzelfde zaaltje waar hij powertraining deed, suggereert Falise op zekere dag om naast powertraining, samen zelfverdediging te leren, waarvoor hij nood heeft aan een partner. Aan de hand van krantenartikels, brochures, en artikels uit Frankrijk probeerden zij zelfverdedigingstechnieken uit. Eind 1947 verliet Falise Montignies-sur-Sambre om zich in Marcinelle te vestigen. Daar startte hij in november 1947 de Jiu-Jitsu Club de Charleroi. De officiële opening zou plaatsvinden in januari of februari 1948. Deze club is officieel de eerste judoclub van Wallonië al zou het nog een poos duren voor zij daadwerkelijk zouden overschakelen van modern jūjutsu naar judo en de clubnaam zouden wijzigen in Judo Club de Charleroi. In augustus 1948 behaalde Guldemont er zijn witte gordel.
In februari 1952 behaalde Guldemont zijn bruine gordel 1ste kyū en zijn eerste Belgische titel judo. Op 27 april 1952 worden onder de vleugels van de toenmalige Belgische Federale Judo en Jiu-jitsu Vereniging (BFJJV/AFBJJ) voor de tweede keer in België examens georganiseerd voor zwarte gordel o.l.v. de Fransman Jean de Herdt. Veertien kandidaten presenteren zich onder wie een aantal later erg bekende figuren binnen het Belgische judo zoals Pierre De Rouck (1930-2015), Robert Plomb, en Guldemont. Voor Guldemont die nauwelijks twee maanden zijn bruine gordel had behaald, was dit duidelijk te hoog gemikt, en hij zakte, net zoals De Rouck en vijf anderen. Het jaar daarop (1953) tijdens de derde ronde examens voor zwarte gordel zouden zowel Guldemont als De Rouck echter wel succesvol zijn en hun zwarte gordel behalen.
Dankzij Falise, de Herdt, en, in het bijzonder, Abe Ichirō, de Japanse Kodokan-gezant voor Europa die in 1954 de nieuwe technische directeur was geworden van de toenmalige Belgische Federale Judo en Jiu-jitsu Vereniging  (BFJJV/AFBJJ), evolueren Guldemont’s technische jūdō-vaardigheden aan snel tempo. Toch bereikt de fysiek erg sterke Guldemont nooit de technische verfijndheid die men terugvond bij Daniel Outelet of Marcel Clause.
Ondertussen bouwde Guldemont een wedstrijdcarrière uit zowel in gewichtheffen als in judo. Hij werd driemaal Belgisch kampioen judo. Zijn ongewone voorkeurstechniek (hidari-hane-goshi) valt daarbij op. Zijn grootste rivaal was de betreurde Daniel Outelet, die ruwweg 10 kg minder woog, maar technisch de betere was. Ze stonden verschillende keren tegenover elkaar in een aantal fel betwiste wedstrijden, die met uitzondering van de finale van het Belgisch Kampioenschap voor bruine gordels in 1952, Outelet steeds schijnt gewonnen te hebben.
Guldemont’s grootste succes was zijn Europese titel in 1960 in Amsterdam in de categorie 3de dan.  Het jaar daarvoor had hij in Wenen reeds brons behaald, en het jaar daarna behaalde hij zilver te Milaan in de categorie 4de dan.  Daarnaast won hij ook twee bronzen medailles in de Europese Kampioenschappen per ploeg (1957 en 1960). Hij neemt ook deel aan de tweede (1958) en derde (1961) wereldkampioenschappen, waar hij telkens in de derde ronde verliest van een van de Japanse favorieten (respectievelijk, Kaminaga Akio, en Sone Kōji).
Bij de laatste ontmoeting Guldemont/Outelet tijdens een tornooi in Tsjechië vechten beiden de finale uit, maar loopt het mis wanneer Outelet Guldemont’s steunbeen wegmaait met als gevolg een afrukking van het kraakbeen in Guldemont’s knie. Ofschoon dit niet de allerlaatste internationale wedstrijd is waaraan Guldemont zal deelnemen, betekent het toch het begin van het einde voor zijn wedstrijdcarrière.
Na zijn wedstrijdcarrière bereikt Guldemont aanzienlijke successen als judocoach. Tot zijn meest succesvolle leerlingen rekent men: zijn zoon Daniel, Luc Supplis, Marisabelle Lomba, André Wauthy, en Franz Soleil.
In 1960 kwalificeert hij zich als scheidsrechter en brengt het 24 jaar later helemaal tot Internationaal Scheidsrechter.
Zijn persoonlijke judoclub, de Jūdō Club Montagnard de Charleroi (later Royal Jūdō Club Montagnard de Charleroi), richt Guldemont op, op 4 april 1952. Meer dan 2500 leerlingen sluiten zich erbij aan tijdens zijn actieve carrière als lesgever. Hij begeleidt 118 leerlingen naar hun zwarte gordel toen, en verschillende voor hogere dan-graden. Zelf wordt hij de derde Belg die de 6ste dan-graad behaalt (1976). In 1997 wordt hij te Marcinelle samen met Marcel Clause de eerste Belgische 8ste dan-graadhouder, een graad die de Kodokan zes jaar later homologeert, waardoor beiden nog maar de tweede en derde Westerling worden aan wie het Kodokan judo-instituut in Japan ooit de hoge graad van 8ste dan heeft toegekend.
In 2007 (Marcel Clause was inmiddels overleden) werd Guldemont de eerste Belg die de graad van 9de dan judo behaalde, hem toegekend door de Fédération Francophone Belge de Judo (FFBJ), de Franstalige deelfederatie van de Koninklijke Belgische Judo Bond.
Guldemont overleed in 2020 op 89-jarige leeftijd.

## Palmares

### Europese kampioenschappen (individueel)
- 1959:  Wenen - klasse 3de dan
- 1960:  Amsterdam - klasse 3de dan
- 1961:  Milan - klasse 4de dan

### Europese kampioenschappen (team)
- 1957:  Rome
- 1960:  Amsterdam